# Air Traffic Control Center

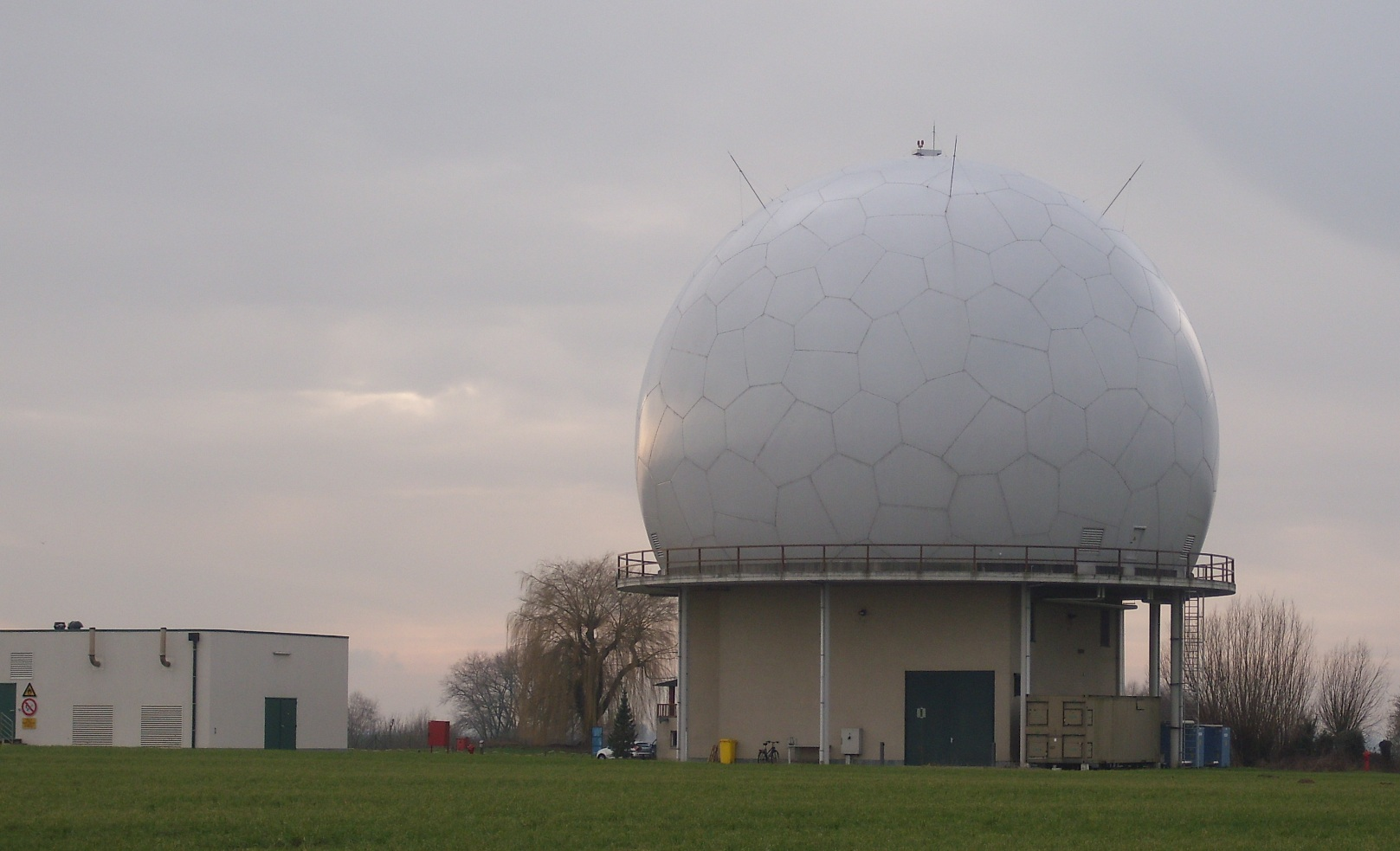
De radar Marconi S723

Het Air Traffic Control Center (ATCC) verzekert de militaire luchtverkeersleiding en de coördinatie tussen burgerlijke en militaire luchtvaart. Deze taak werd pas in de laatste 35 jaar belangrijk door de groei van de burgerluchtvaart en het feit dat deze gingen vliegen boven de 7 kilometer. Het ATCC heeft ook een coördinerende taak bij vliegtuigen in nood en opsporingen in het luchtruim, en controleert ook de vogelmigratie.
De eenheid is sinds 2020 gevestigd in Steenokkerzeel.  Daarnaast is er in Semmerzake een vaste radarinstallatie.

## Automatisering
Begonnen in 1951, eerst met een tentenkamp en een mobiele radar, nadien met de bouw van de ondergrondse installaties die gebruiksklaar waren in 1956, samen met de stations van zenders en ontvangers te Munte. 1963: Oprichting van een luchtverkeersleidingscel (Trafic Control Centre – TCC) die belast wordt met de coördinatie tussen het burger en militair luchtverkeer. 1966: Officiële toekenning van de roepnaam Belga Radar. 1973: Automatisering van de luchtverkeersleiding: Seros (Semmerzake Radar Operating System). 1980: Installatie van een nieuwe radar door General Electric, een driedimensionele radar die van elk vliegtuig de richting, afstand en hoogte kan bepalen.  1995: Het centrum heet voortaan ATCC (Air Traffic Control Center). 1999: Het ASE (Aegis Site Emulator) verving tijdelijk het verouderde Seros I als overgang naar het Seros II systeem.

## Koepel
- De door NAVO betaalde Air Defence Radar Marconi S723 werd operationeel in 2000 en voorzien van een koepel in 2001.

Het ATCC krijgt een bijkomende opdracht: de opleiding van luchtverkeersleiders.
- De Air Traffic Control School werd overgeplaatst van Koksijde naar Gavere.
- 2003: Seros II (Semmerzake Radar Operating System II) wordt operationeel.
- 2004: Officiële inhuldiging van Seros II
- De radarinstallatie zal tot 2025 op de site blijven. Dan zal de kazerne sluiten.[1]